# Junior, o Pato
Junior, o Pato é um romance infanto-juvenil de Miguel M. Abrahão' publicado em 1985 no Brasil

## Sinopse
Junior, o Pato é um romance gótico, influenciado pelas sagas e baladas europeias do século XII, pela literatura da Idade Média e por lendas indígenas brasileiras.
O vaga-lume Pum, bastante idoso e único sobrevivente de uma era onde os animais e insetos falavam, encontra-se com a ingênua e doce menininha Silvia, que, na fazenda da avó, procura por sua galinha de estimação – Rão – que desaparecera misteriosamente.
Abordando a menina na véspera de seu retorno à cidade, o vaga-lume tenta alertá-la dos perigos que a aparentemente inocente e gorducha Rão, representava para a humanidade.
Ela não pertence ao mundo dos vivos (…) É a filha de Boiuna que abandonou o seu reino escuro e desposou o filho mais velho do chefe da aldeia.
Diante da incrédula garota, Pum revela os mistérios de uma era terrível e adverte que o retorno de Rão produzirá catástrofes que levarão o planeta ao caos e a escuridão. E desta vez, o patinho Júnior já não está mais entre eles para o desalento de todos…
Assim o velho vaga-lume começa a sua história: A saga de Júnior, o intrépido pato que desafiou a poderosa Rão. Narra desde o nascimento do herói, passando pela amizade sincera que existia entre os dois, até chegar à luta de ambos para evitar que a filha de Boiuna retome sua forma física e ponha um fim àquele mundo fantástico do passado.
Com preocupação didática, Pum retrata a crueldade e a perversidade de Rão enquanto glorifica a virtude de Júnior.